# اسلين دي شيرفيل
جان لويس اسلين دي شيرفيل (1772 - 1822 م) هو مستشرق فرنسي، وكان قنصلاً لفرنسا في القاهرة.
امتلك خزانة تحوي على الكثير من المخطوطات. من آثاره: دليل المخطوطات المودعة مكاتب القاهرة.